# Shauna Robertson
Shauna Weinberg Robertson (Toronto, 18 dicembre 1974) è una produttrice cinematografica canadese.

## Biografia
Cresciuta a Markham, in Ontario, ha lavorato frequentemente con Judd Apatow e ha prodotto numerosi film per Apatow Productions, tra cui Mistery, Alaska, Ti presento i miei, Elf - Un elfo di nome Buddy, Anchorman - La leggenda di Ron Burgundy, Anchorman - Sveglia, Ron Burgundy: Il film perduto, 40 anni vergine, Molto incinta, Su×bad - Tre menti sopra il pelo, Non mi scaricare e Strafumati.

## Vita privata
Nell'aprile del 2013 ha sposato l'attore Edward Norton, con cui era fidanzata dal 2007 e dal quale ha avuto un figlio, Atlas, nel marzo 2013.